# Paul Kersey (aktor)
Paul Kersey (ur. 10 lutego 1970 w Ada) – amerykański aktor filmowy i telewizyjny. Wystąpił w głównej roli jako Jones w melodramacie historycznym Smutek kochanka nad Żółtą Rzeką (Hóng hégŭ, 1997) i zagrał postać młodego Davida Bannera w filmie Anga Lee Hulk (2003).

## Filmografia
- 1993: Dni naszego życia jako Alan Harris
- 1994: Byle do dzwonka: Lata w college’u jako Curtis
- 1997: Diagnoza morderstwo jako David Huxley / młody Raymond Huxley
- 1998: Beverly Hills, 90210 jako Ted Slavsky
- 1999: Czarodziejki jako Malcolm
- 2001: V.I.P. jako Kamin
- 2003: Hulk jako młody David Banner